# Back to Front (album, Caravan)
Back to Front je desáté studiové album britské rockové skupiny Caravan, vydané v červenci 1982 u vydavatelství Kingdom Records. Nahrávání alba probíhalo od listopadu 1981 do ledna 1982. Album Back to Front je posledním albem skupiny Caravan až do roku 1995, kdy vyšlo The Battle of Hastings. V roli hosta se na albu představil saxofonista Mel Collins.

## Seznam skladeb
| Pořadí | Název                                       | Autor                                       | Délka |
| ------ | ------------------------------------------- | ------------------------------------------- | ----- |
| 1.     | Back To Herne Bay Front                     | Richard Sinclair                            | 5:55  |
| 2.     | Bet You Wanna Take It All / Hold On Hold On | Pye Hastings                                | 5:20  |
| 3.     | A.A. Man                                    | Richard Sinclair                            | 5:02  |
| 4.     | Videos of Hollywood                         | John Murphy, Richard Sinclair               | 5:11  |
| 5.     | Sally Don't Change It                       | Pye Hastings                                | 4:06  |
| 6.     | All Aboard                                  | Pye Hastings, John Murphy, Richard Sinclair | 4:08  |
| 7.     | Taken My Breath Away                        | Pye Hastings                                | 4:52  |
| 8.     | Proper Job / Back to Front                  | Dave Sinclair                               | 8:19  |

## Obsazení
Caravan
- Pye Hastings – kytara, zpěv
- Richard Sinclair – kytara, baskytara, zpěv
- Dave Sinclair – klávesy, zpěv
- Richard Coughlan – bicí, perkuse, zpěv

Ostatní
- Mel Collins – saxofon